# 리처드 노턴
리처드 노턴(Richard Norton, 1950년 1월 6일~2025년 3월 28일) 은 오스트레일리아의 배우, 킥복싱 선수이다.

## 영화
- 매드맥스: 분노의 도로 (2015년)
- 존 웨인 파 (2011년)
- 데드 인 러브 (2009년)
- 로드 하우스 2 - 라스트 콜 (2006년) - 빅터 크로스트 역
- 마인드 게임즈 (2003년) - 카터 역
- 드림 워리어 (2003년)
- 드래곤 파이어 (2003년)
- 레이지 위딘 (2001년)
- 아마존 글래디에이터 (2001년)
- 노틸러스 (1998년)
- 더 뉴 어드벤처 오브 로빈 훗 (1997년)
- 파이널 카운트 (1997년) - 카를로스 역
- 성룡의 나이스 가이 (1997년) - 지안카를로 역
- 킬링 타겟트 (1996년)
- 터프 앤 데들리 (1995년)
- 아이언피스트 (1995년)
- 다이렉트 히트 (1994년)
- 사이버 추적자 (1994년)
- 레이지 (1994년)
- 분노의 집행자 2 (1993년) - 프레스턴 역
- 시티 레인져 (1993년)
- 쿵후 2 (1992년)
- 냉혹자 (1992년)
- 분노의 집행자 (1992년) - 프레스턴 역
- 레이디 드래곤 (1992년)
- 시티 헌터 (1992년)
- 액션 진기명기 (1990년) - 본인 역
- 차이나 여걸 2 (1990년)
- 차이나 여걸 (1990년)
- 스워드의 복수 (1989년)
- 우주 특명 (1989년) - 토마스 스탠턴 역
- 마비취 (1987년)
- 나부락의 LA 대결전 (1987년)
- 맨하탄의 사나이 (1986년)
- 부귀열차 (1986년)
- 짐카타 (1985년)
- 암흑가의 분노 (1982년)
- 5인의 고수 (1981년)
- 옥타곤 (1980년)